# Giovanni Procacci
Giovanni Procacci (Bari, 4 maggio 1955) è un politico italiano.

## Biografia
Laureato in lettere e storia dell'arte, è stato consigliere comunale e vicesindaco di Bitonto. Vicino a Romano Prodi, nel 1995 è stato coordinatore regionale per la Puglia dei comitati "L'Italia che vogliamo" e membro del coordinamento nazionale del "Movimento per l'Ulivo", di cui successivamente diventa responsabile nazionale. Ha presentato in Giappone il progetto politico dell'Ulivo, nell'ambito di una serie di conferenze e di incontri con i leader di forze democratiche di vari paesi.
Viene eletto eurodeputato alle elezioni europee del 1999 con I Democratici, iscritto al Gruppo del Partito Europeo dei Liberali, Democratici e Riformatori, membro della commissione per l'agricoltura e lo sviluppo rurale, della delegazione per le relazioni con l'Europa sudorientale e della delegazione per le relazioni con la Repubblica popolare cinese. Aderisce alla Margherita e, nel 2005 subentra al Parlamento europeo dopo le dimissioni di Michele Santoro, candidato nel 2004 per la lista Uniti nell'Ulivo. Aderisce al gruppo dell'ALDE, è membro della Commissione per le libertà civili, la giustizia e gli affari interni.
Alle elezioni politiche del 2006 viene eletto al Senato della Repubblica nelle liste della Margherita e lascia l'incarico europeo. È membro del gruppo dell'Ulivo. Viene confermato alle successive elezioni politiche del 2008 nelle file del Partito Democratico. Conclude il proprio mandato parlamentare nel 2013.
Nel 2015 viene nominato dal presidente della regione Puglia Michele Emiliano consigliere per i rapporti con il Consiglio Regionale e gli organismi interni e internazionali.